# Smrtonosná past 3
Smrtonosná past 3 (v anglickém originále Die Hard with a Vengeance) je akční thriller z roku 1995 režírovaný Johnem McTiernanem a zároveň třetí díl z pětidílné série Smrtonosná past (anglicky Die Hard). Hlavní roli si zahrál stejně jako v předchozích dílech Bruce Willis, coby newyorský policista John McClane. Ve vedlejších rolích se objevili například Jeremy Irons, Samuel L. Jackson, Graham Greene a Colleen Camp.

## Děj
Třetí díl série začíná v momentě, kdy je John McClane (Bruce Willis) suspendován, řeší manželskou krizi s chotí Holly a propadá alkoholismu. To se změní v okamžiku, kdy v centru New Yorku vybouchne za bílého dne výbušnina a atentátník hrozí policii, že nebude-li povolán právě McClane, odpálí další bombu. 
Tak začíná hra na kočku s myší, během níž zadává útočník McClaneovi a prodavači jménem Zeus (jehož John potkal při plněním prvních z úkolů) časově velmi omezené úlohy, jejichž nesplnění může mít katastrofální důsledky. Časem vychází najevo, že teroristou je Simon Peter Gruber (bratr Hanse Grubera, padoucha z prvního dílu), jehož skutečným plánem je něco poněkud jiného než odpalování výbušnin.

## Obsazení
| Bruce Willis      | Detektiv John McClane |
| Jeremy Irons      | Simon Peter Gruber    |
| Samuel L. Jackson | Zeus Carver           |
| Graham Greene     | Joe Lambert           |
| Colleen Camp      | Connie Kowalski       |

## Přijetí
Film se dočkal vřelého přijetí od diváků (80% na ČSFD, 7,6/10 na IMDb), ovšem rozporuplných recenzí od kritiků. Ti si pochvalovali fungující ústřední duo Willis - Jackson, ovšem kritizovali nedostatek nových nápadů a originality.

### Tržby
Film s rozpočtem 90 milionů dolarů utržil přibližně 366 milionů dolarů celosvětově a i díky nečekanému úspěchu v Japonsku se stal nejvýdělečnějším snímkem roku 1995.